# Gignac (Hérault)
 Gignac  (en occitano Ginhac) es una población y comuna francesa, situada en la región de Occitania, departamento de Hérault, en el distrito de Lodève y cantón de Gignac.

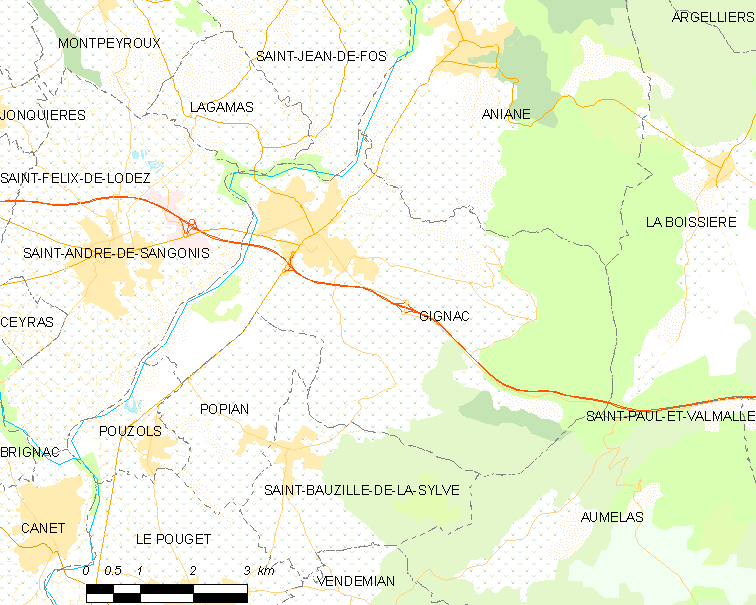
Mapa

## Demografía
| 2540 | 2746 | 2848 | 3228 | 3652 | 3955 | 5905 |
| Para los censos de 1962 a 1999 la población legal corresponde a la población sin duplicidades (Fuente: INSEE [Consultar]) |      |      |      |      |      |      |